# Аластани

Аластан (груз. ალასტანი, арм. Ալաստան) — село в Грузии, входит в состав Ахалкалакский муниципалитета края Самцхе-Джавахетия.
Расположено на северо-западе исторической области Джавахетия, в 20 км от города Ахалкалаки. Ближайшие населённые пункты: сёла Гокио (Кокиа), Варевани.
Национальный состав — армяне, переселившиеся в 1829-1830 из деревни Арцати, Эрзурумской области Западной Армении. Всего в 1829-1830 годах по призыву и под предводительством архиепископа Карапета Багратуни и католическим  епархием  Ефремом Сетяном , 50000 эрзрумских армян (7298 семейств) поселились в Ахалцихе, Ахалкалаке, Богдановке, Цалке, Лори-Памбаке и Шорагяле. Около 25 семей, примерно 200 человек, поселились в нынешний Аластан.
Население исповедует христианство католического направления. В селе действует католическая церковь, построенная больше века назад. 
На сегодняшний день большое число Аластанцев и их потомков живет в Москве. 